# Касас-дель-Пуерто-де-Вільяторо
Касас-дель-Пуерто-де-Вільяторо (ісп. Casas del Puerto de Villatoro) — муніципалітет в Іспанії, у складі автономної спільноти Кастилія-і-Леон, у провінції Авіла. Населення — 115 осіб (2010).
Муніципалітет розташований на відстані близько 130 км на захід від Мадрида, 44 км на захід від Авіли.

## Демографія
Динаміка населення (INE ):